# Spinoscina spinosa
Spinoscina spinosa är en kräftdjursart. Spinoscina spinosa ingår i släktet Spinoscina och familjen Scinidae. Inga underarter finns listade i Catalogue of Life.